# Stazione di Woolwich
La stazione di Woolwich è una fermata ferroviaria situata lungo la ferrovia Crossrail, ubicata nel quartiere omonimo, nel borgo reale di Greenwich.

## Storia
La stazione ferroviaria di Woolwich è stata costruita dalla società Crossrail nell'ambito del progetto di costruzione della ferrovia omonima. La ferrovia Crossrail è stata sponsorizzata congiuntamente dal Dipartimento per i Trasporti (DfT) e da Transport for London (TfL). La costruzione di una stazione a Woolwich non era stata proposta come parte del percorso originale di Crossrail. Tuttavia, dopo i colloqui tra il Consiglio del Borgo reale di Greenwich e lo sviluppatore Berkeley Homes in merito ai 162 milioni di sterline necessari per la stazione, la Commissione d'inchiesta della Camera dei Comuni ha riconosciuto la sua inclusione nel marzo 2007.
La stazione è stata ufficialmente consegnata a TfL il 25 giugno 2021 ed è stata inaugurata insieme al resto della tratta ferroviaria da Paddington ad Abbey Wood, il 24 maggio 2022.

## Strutture e impianti
La scatola della stazione è lunga 276 m e si trova a 14 m di profondità, al di sotto di un'importante area di sviluppo residenziale. La stazione è stata costruita da Balfour Beatty su progetto di Weston Williamson, Mott MacDonald e Arup.

L'ingresso della stazione in Dial Arch Square è caratterizzato da un portale di 30 m di larghezza rivestito in bronzo. La luce naturale entra attraverso l'ingresso principale e il soffitto nella biglietteria, mentre un collegamento alla luce diurna è presente sotto terra sulle piattaforme. Arretrata rispetto alla strada principale e circondata da una serie di edifici storici e da una grande unità di vendita al dettaglio, la stazione agisce come un semplice portale che collega tutti questi elementi insieme. L'ingresso della stazione si apre su Dial Arch Square, uno spazio verde, fiancheggiato da una serie di edifici di Grado I e II. Oltre a migliorare l'esperienza all'interno e all'esterno della stazione, il progetto dell'arredo urbano contribuisce a collegare la stazione con il più ampio centro cittadino. Oltre ai miglioramenti della stazione, Crossrail ha lavorato con il Borgo reale di Greenwich su proposte di miglioramento dell'area circostante la stazione.
La stazione è compresa nella Travelcard Zone 4.

## Movimento
È servita dal servizio dai treni della Elizabeth Line, di Transport for London.

## Interscambio
La stazione consente l'interscambio (out-of-station interchange) con la stazione di Woolwich Arsenal situata lungo la ferrovia Lewisham-Rochester (servita anche dai servizi della rete Thameslink) e capolinea di una delle diramazioni del Docklands Light Railway. La distanza tra le due stazioni è di 200 metri.
Nelle vicinanze della stazione effettuano fermata numerose linee automobilistiche urbane, gestita da London Buses.
- Fermata ferroviaria e metropolitana (stazione di Woolwich Arsenal - Docklands Light Railway, servizi ferroviari suburbani e regionali)
- Fermata autobus